# 후지이 미치히토
후지이 미치히토(일본어: 藤井 道人, 1986년 8월 14일 ~ )는 일본의 영화 감독이다. 심은경과 마츠자카 토리 주연으로 아베 정권 비판 영화로 화제가 된 《신문기자》의 감독이다.